# Duo, Trio, Quartet
Duo, Trio, Quartet est un album de Jazz West Coast du pianiste Pete Jolly. 

## Enregistrement
L'album, comme son nom l'indique, regroupe trois sessions d'enregistrement en duo, en trio et en quartet. Le titre Lullaby of Birdland, par le trio, présent sur la réédition de Fresh Sound Records de 1986, n'est pas sur le "" tours d'origine.

### Musiciens
Les sessions sont enregistrées en trois jours par trois ensembles qui sont composés de:
- 7 mars 1955 : Pete Jolly (p), Buddy Clark (b).
- 8 mars 1955 : Pete Jolly (p), Buddy Clark (b), Art Mardigan (d).
- 9 mars 1955 : Bill Perkins (ts), Pete Jolly (p), Buddy Clark (b), Mel Lewis (d).

### Dates et lieux
- 1, 2, 3, 4 : Los Angeles, Californie, 7 mars 1955
- 5, 6, 7, 8, 9 : Los Angeles, Californie, 8 mars 1955
- 10, 11, 12, 13 : Los Angeles, Californie, 9 mars 1955

## Titres
| N°     | Titre                            | Compositeur                          | Durée |
| ------ | -------------------------------- | ------------------------------------ | ----- |
| Face 1 |                                  |                                      |       |
| 1.     | Brooks Side                      | Bob Brookmeyer                       |       |
| 2.     | One for Henry                    | Pete Jolly                           |       |
| 3.     | Tenderly                         | Walter Gross, Jack Lawrence          |       |
| 4.     | From Where I Sit                 | Shorty Rogers                        |       |
| 5.     | Diablo's Dance                   | Shorty Rogers                        |       |
| 6.     | Silly Filly                      | Shorty Rogers                        |       |
|        |                                  |                                      |       |
| Face 2 |                                  |                                      |       |
| 7.     | Lullaby of Birdland              | George Shearing                      |       |
| 8.     | Autumn in New York               | Vernon Duke                          |       |
| 9.     | They Didn't Believe Me           | Rourke, Jerome Kern                  |       |
| 10.    | Dancers in Love                  | Duke Ellington                       |       |
| 11.    | Clickin' with Clax               | Shorty Rogers                        |       |
| 12.    | Black                            | Jon Eardley                          |       |
| 13.    | I Got It Bad and that Ain't Good | Duke Ellington, Paul Francis Webster |       |

## Discographie
- 1955, RCA Records - NL-45991 (LP)

## Référence
- Bill Zeitung, Liner notes de l'album RCA Records, 1955.